# Ricardo Sanz Cebrián
Ricardo Sanz Cebrián (Bilbao, 1954) és un advocat i polític basc. Llicenciat en dret per la Universitat de Deusto i militant del Partit Nacionalista Basc, el 1983 fundà el bufet d'advocats Sanz & Saiz. A les eleccions generals espanyoles de 1993 fou escollit senador per Biscaia. El 2004 fou nomenat membre del Tribunal Superior de Justícia del País Basc pel Parlament Basc i el 2006 fou assessor urbanístic de l'ajuntament de Muskiz.